# Marcel Langiller
Marcel Langiller (născut în Charenton-le-Pont, Val-de-Marne, 2 iunie 1908 – decedat 28 decembrie 1980) a fost un jucător francez de fotbal. A jucat pe postul de atacant și a fost poreclit „La Caille”.